# 小行星6971
小行星6971（6971 Omogokei）是一颗围绕太阳公转的小行星。1992年2月8日，關勉在藝西天文台发现了此天体。
該小行星以日本愛媛縣的面河溪命名。
这颗小行星的绝对星等为325.3510838879858等。